# Aokang
Aokang Group официально Zhejiang Aokang Shoes Co Ltd — межнациональная китайская обувная компания, является мировым производителем обуви. Штаб-квартира располагается в Чжэцзяне.

## Описание
Обувная фабрика основана в 1988 году. Занимается производством, дизайном и продажей всех видов обуви, одежды, сумок, кошельков и другой кожгалантереи. В 2012 году стоимость бренда «Aokang» достигла 12,318 млрд юаней. В этом же году зарегистрирована на Шанхайской фондовой бирже.
Aokang владеет брендами: Aokang, Kanglong, Beautiful Beauty, Red Firebird. Также компания приобрела итальянский бренд Wanli Weide. В 2015 году компания вошла в спортивный сектор с первым модным спортивным брендом Skechers. В 2008 году Aokang являлся официальным поставщиком спортивной обуви на Олимпийские игры 2008.
В 2017 году на площади в 106 акров, в районе Цзиньшань (Шанхай), стоимостью в 380 миллионов юаней, Aokang открыл международный логистический складской комплекс. Компания также является агентом с правами на производство и распространение брендов Nike, Adidas, Puma, Yoseph, New Balance, Reebok. В этом году компания заключило соглашение с Intersport. По мимо этого она имеет свою сеть в 5000 магазинов AOK-MART.
Производства в Европе не имеет, экспортирует свою продукцию из Китая.